# Покровка (Кваркенський район)
Покро́вка (рос. Покровка) — село у складі Кваркенського району Оренбурзької області, Росія.

## Населення
Населення — 231 особа (2010; 311 у 2002).
Національний склад (станом на 2002 рік):
- росіяни — 52 %
- казахи — 34 %